# Talen in de Verenigde Staten
Hoewel de Verenigde Staten geen officiële taal kennen, geldt het Engels als de de facto nationale taal, omdat het de moedertaal is van ongeveer 82% van de bevolking. Van alle inwoners spreekt 96% "goed" tot "zeer goed" Engels. Verschillende deelstaten hebben het Engels, al dan niet naast nog een andere taal, zelf wel als officiële taal erkend.
Er worden binnen de Amerikaanse bevolking ongeveer 337 talen gesproken of middels gebaren uitgedrukt, waarvan er 176 inheems (dit wil zeggen oorspronkelijke indianen- en Eskimotalen) zijn. Zeker 52 van de talen die ooit binnen de grenzen van het Amerikaanse grondgebied werden gesproken zijn uitgestorven.
Spaans wordt in verschillende gebieden van de Verenigde Staten als tweede taal op scholen onderwezen, en dan met name in streken waar grote bevolkingsgroepen met een Spaanstalige achtergrond leven, zoals in het zuidwesten, langs de grens met Mexico, maar ook in Florida, Washington D.C., Illinois, New Jersey en New York. In Spaanstalige wijken en buurten, verspreid over het land, zijn tweetalige bebording en bewegwijzering in het Spaans zowel als in het Engels vrij normaal. Daarnaast bestaan er talrijke buurten (zoals Washington Heights in de stad New York, of Little Havana in Miami) waar in complete stadsblokken uitsluitend Spaanse bebording staat, en waar de bevolking alleen Spaans spreekt.
Naast deze van origine Spaanstalige bevolkingsgroepen blijken van origine niet-Spaanstalige jongeren in de Verenigde Staten in steeds groteren getale Spaans te gaan leren, mede als gevolg van de alsmaar groeiende Spaanstalige gemeenschappen en de daarmee samenhangende toenemende populariteit van Spaanstalige films en muziek uit Latijns-Amerika.
Meer dan 30 miljoen Amerikanen, ruwweg 12% van de bevolking, spreken Spaans als eerste of tweede taal, zodat het Spaans officieus de tweede taal is. In de reeks van landen met de meeste Spaanstalige inwoners komen de Verenigde Staten op de vijfde plaats, na Mexico, Spanje, Colombia en Argentinië.
De talen met de meeste sprekers in de Verenigde Staten direct na Engels en Spaans zijn Chinees (Kantonees) en Frans.

## Officiële status van talen in de Verenigde Staten
De Verenigde Staten hebben dus geen officiële taal, de taal die door de overheid en de meeste mensen wordt gebruikt is het Engels (specifieker: Amerikaans-Engels). De officiële taal is vaak per staat geregeld. De staten en gebieden waar Engels de officiële taal is, zijn:
| - Alabama - Arkansas - Californië - Colorado - Florida - Georgia - Illinois - Indiana - Iowa - Kentucky - Massachusetts - Mississippi - Missouri - Montana - Nebraska - New Hampshire - South Carolina - South Dakota - Utah - Virginia - West-Virginia - Wyoming - Amerikaanse Maagdeneilanden             |
| In drie staten en verschillende overzeese gebieden is Engels een van de officiële talen. - Hawaï (met Hawaïaans) - Louisiana (met Frans) - New Mexico (met Spaans) - Amerikaans-Samoa (met Samoaans) - Guam (met Chamorro) - Noordelijke Marianen (met Chamorro en Caroliniaans) - Puerto Rico (met Spaans) |

De staat Pennsylvania zou tot 1950 officieel tweetalig zijn, Engels en Duits. Maar van echt Duits was geen sprake; het was meer een verouderde creool, het Pennsylvania-Duits (ook wel Pennsylvania Dutch, hoewel het hier over "German, Deutsch" gaat en niet over "Nederlands, Dutch, Diets").
De staat New York schreef tot de jaren twintig van de twintigste eeuw zijn staatsdocumenten ook in het Nederlands.
De indianentalen zijn vaak officieel in de vele indianenreservaten in het land. De staat Oklahoma kwam op het idee om de talen Cherokee, Choctaw en Muscogee naast het Engels in de staat officieel te maken, maar deze ideeën kwamen echter nooit verder.

## Talen van voor de kolonisatie
| - Adai - Atakapa - Cayuse - Chimariko - Chitimacha - Coahuilteeks - Esselen - Haida - Karankawa - Karok - Keres - Kootenai - Natchez | - Salinan - Siuslaw - Takelma - Timucua - Tonkawa - Tunica - Washo - Yana - Yuchi - Yuki - Wappo - Zuni |

| - Algisch - Alsea - Caddo - Chimakuum - Chinook - Chumash - Coos - Comecrudo - Eskimo-Aleoetisch - Iroquoian - Kalapuya - Kiowa-Tano - Maidu - Muskogi | - Na-Dené - Palaihnih - Plateau-Penutisch - Pomo - Salish - Shasta - Sioux-Catawba - Tsimshian - Uti - Uto-Azteeks - Wakash - Wintu - Yokuts - Yuma-Cochimí |

## Austronesische talen

### Hawaïaans
Het Hawaïaans is naast Engels de officiële taal van Hawaï. Het Hawaïaans heeft slechts 1000 moedertaalsprekers, maar ongeveer 27.000 mensen zouden het kunnen spreken en verstaan. Het Hawaïaans is dus een minderheidstaal, maar niet echt een bedreigde taal; het lokale bestuur prefereert Hawaïaanse plaatsnamen.

### Samoaans
Op Amerikaans-Samoa, een eiland in de Stille Zuidzee, het Samoaans is samen met het Engels de officiële taal. De meeste inwoners zijn tweetalig.

### Chamorro
Op Guam en de Noordelijke Marianen in de Grote Oceaan is Chamorro naast Engels de officiële taal op de Marianen is ook het Caroliniaans officieel erkend. Op Guam spreekt zo de helft van de bevolking Chamorro.

### Caroliniaans
Op de Noordelijke Marianen zijn drie officiële talen aangesteld. Het Engels (dat maar door 14% wordt gebruikt), het Chamorro en het Caroliniaans.

## Koloniale talen
Sinds de zeventiende eeuw werd het gebied waar nu de Verenigde Staten liggen gekoloniseerd door Europese landen. Deze landen waren Engeland (Nieuw-Engeland), Nederland (Nieuw-Nederland), Spanje (Nieuw-Spanje), Frankrijk (Nieuw-Frankrijk), Zweden (Nieuw-Zweden), Schotland (Nieuw-Schotland (Nova-Scotia) en Carolina), Wales en Rusland (Russisch Amerikaanse Compagnie). Deze landen brachten allemaal hun eigen taal mee. Ze wisten zich echter niet allemaal staande te houden in de VS.

### Engels

Engels verspreid over de Verenigde Staten

Het Engels, de facto officiële taal van de Verenigde Staten, is meegebracht door de Engelse kolonisten die kolonies stichtten aan de oostkust zoals Virginië en omgeving. Het Amerikaanse Engels verschilt echter wel van het Britse Engels. Het valt te vergelijken met het Nederlands van Vlaanderen en dat van Nederland.

### Frans

Frans verspreid over de Verenigde Staten

Frankrijk koloniseerde grote delen het Zuiden en Midden-Westen van de Verenigde Staten maar het Frans heeft nooit echt houvast gekregen in het gebied. In Canada (in de provincie Quebec en omgeving) echter wel. In de staat Louisiana wist het Frans zich wel staande te houden. Het Frans, of beter gezegd het patois of Cajun, is daar een officiële taal naast het Engels. Ook zijn er kleine Franstalige gemeenschappen in de noordelijke staten Maine en New Hampshire. Hoewel zo'n 16 miljoen Amerikanen van Franse afkomst zijn, spreekt nog geen twee miljoen Frans. Frans wordt op de meeste scholen onderwezen. Voor de rest liggen er verspreid over de staten plaatsen met Franse namen.

### Welsh

Welsh in de Verenigde Staten

Het Welsh stelt in de Verenigde Staten niet erg veel voor, toch hebben ongeveer 2 miljoen Amerikanen hun oorsprong in Wales liggen. Het Welsh wordt bijna niet gesproken, maar er zijn wel zinnen en uitdrukkingen die men gebruikt in Amerikaans Engels afgeleid van het Welsh, vooral in Chicago. Verder zijn er enkele plaatsen met Welshe namen.

### Schots

Scots in de Verenigde Staten

Duizenden Schotten kwamen (vaak om religieuze redenen) in de zeventiende eeuw naar Amerika. Hoewel 15 miljoen mensen van Schotse oorsprong zijn stelt het Gaelic weinig voor in de Verenigde Staten. Volgens verschillende Amerikaanse taalkundigen zijn in de zuidelijke staten verschillende Schotse dialecten ontstaan. De grootste concentratie Schotssprekenden was in Nova Scotia (Nieuw-Schotland) in Canada.

### Nederlands

Het Nederlands verspreid in de Verenigde Staten.

Het Nederlands werd in de Verenigde Staten geïntroduceerd toen de WIC de kolonie Nieuw-Nederland stichtte met als hoofdstad Nieuw-Amsterdam. Het Nederlands was er de officiële taal en de lingua franca in de kolonie (die uit verschillende nationaliteiten bestond). Toen de Engelsen de kolonie overnamen heeft het Nederlands zich nog lang staande weten te houden in de staten New York en New Jersey. Later in de negentiende en twintigste eeuw kwamen nieuwe generaties Nederlandse kolonisten naar Amerika om daar hun heil te zoeken. Er liggen in Amerika talloze plaatsen met Nederlandse namen of namen afgeleid van de Nederlandse. Ongeveer 5 miljoen Amerikanen hebben Nederlandse voorouders, waarvan enkelen zeer beroemd zijn. Ook kwamen er veel Vlamingen naar Amerika, ook zij hebben een bijdrage geleverd aan het Nederlands daar, bijvoorbeeld in Nederlandstalige kranten en tijdschriften.

### Duits

Het Duits verspreid over de Verenigde Staten

Het Duits is een lange tijd een veel gesproken taal geweest in de Verenigde Staten. Hoewel Duitsland nooit echt heeft meegedaan aan de Europese kolonisatie, kwamen er veel Duitsers in Amerika wonen destijds, als vluchteling, heilzoeker of op uitnodiging van de koloniserende landen zoals Engeland en Nederland. Vooral in Pennsylvania was het aantal Duitssprekenden groot; nog steeds wordt er een Laag-Duits dialect gesproken, het Pennsylvania-Duits. Het Duits was ook een redelijk belangrijke taal. Documenten van de regering werden soms in het Duits vertaald. Ook waren er veel Duitstalige kranten en tijdschriften in de Verenigde Staten.

### Zweeds

Zweeds in de Verenigde Staten

Ook Zweden heeft een geruime tijd een kleine kolonie gehad in het gebied wat nu Delaware is. De Nederlanders veroverden dit kleine gebied. Deze kolonie was niet erg spectaculair of belangrijk. Wel kwamen er veel Zweden naar Amerika. In totaal kwamen er tot de negentiende eeuw zo'n miljoen Zweden naar Amerika, vooral in de staat Minnesota wonen veel Zweden. Ongeveer 5 miljoen Amerikanen (3%) zijn van Zweedse afkomst, maar niet meer dan een half miljoen is bekend met de Zweedse taal. Ook migreerden er in de negentiende eeuw Zweedstalige Finnen naar Amerika.

### Spaans

Spaans in de Verenigde Staten

Het Spaans is na het Engels de tweede taal van de Verenigde Staten. Ongeveer 28,1 miljoen spreekt Spaans als moedertaal, waarvan 14,3 miljoen zegt dat zij ook goed Engels beheersen. Het Spaans wordt ook een steeds grotere taal door de grote aantallen economische immigranten. Deze Hispanics komen vooral uit Mexico, maar ook vanuit de rest van Midden-Amerika en zelfs Zuid-Amerika komen mensen via Mexico (illegaal) het land binnen. De Verenigde Staten is het op vier na grootste Spaanstalige land ter wereld na Mexico, Argentinië, Colombia en Spanje. Het Amerikaanse eiland Puerto Rico is vrijwel geheel Spaanstalig.